# وادي الغزال

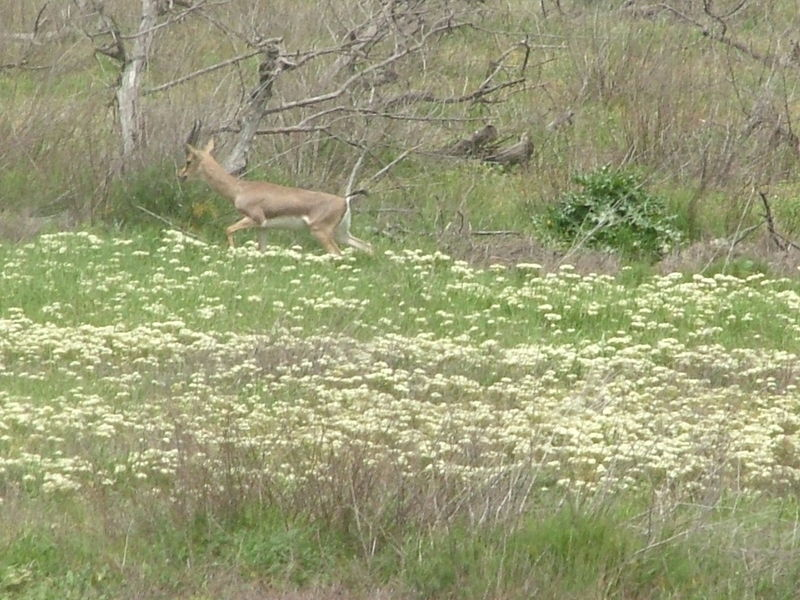
غزال في وادي بري هار

وادي الغزال، المعروف سابقًا باسم وادي بري هار، هو مساحة مفتوحة تبلغ 260 دونمًا (64.25 فدانًا) في قلب القدس، على حافة حي جفعات مردخاي، مقابل تقاطع بات المزدحم.

## التاريخ

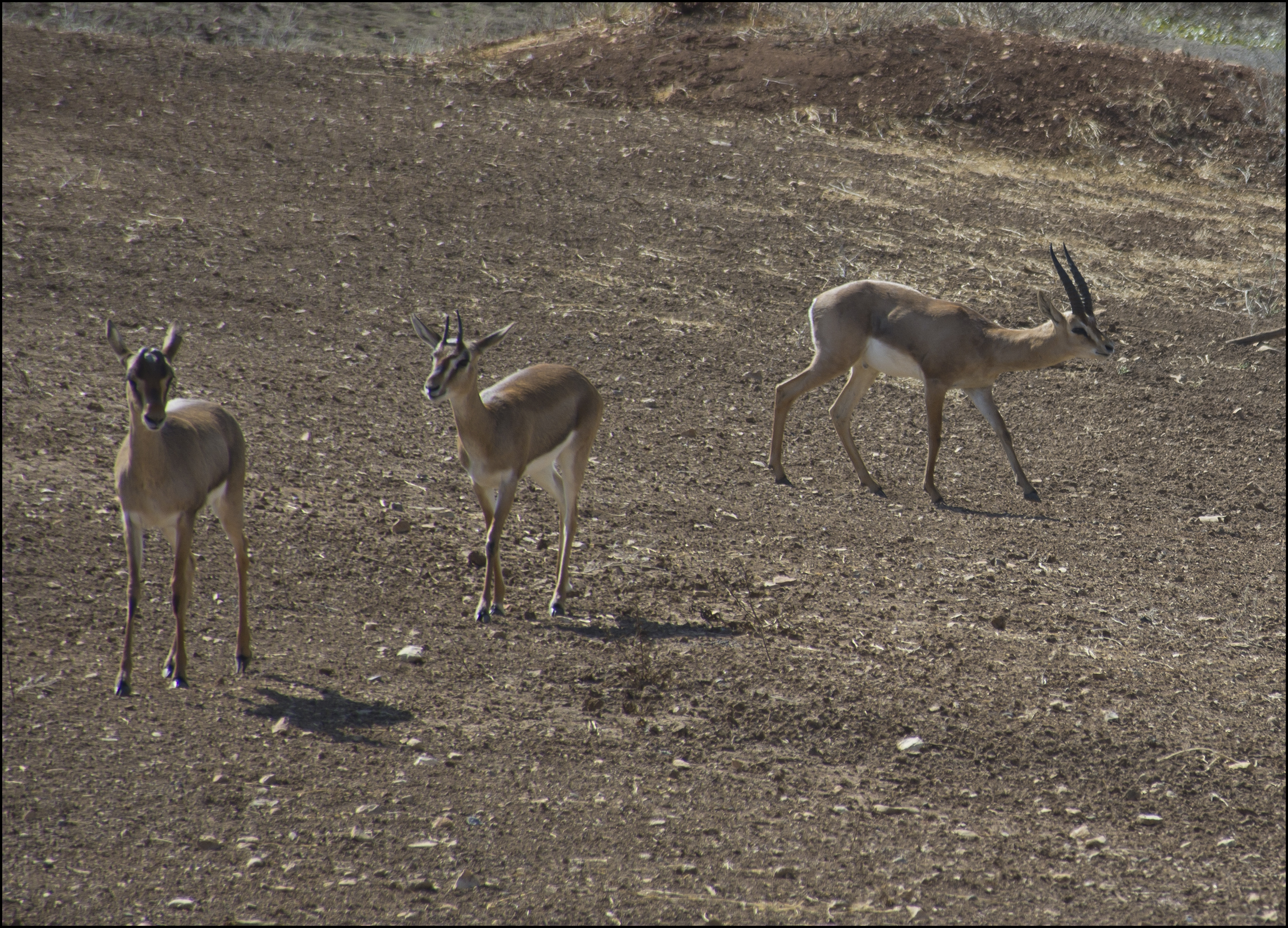
الغزلان في القدس، 2016

سميت وادي الغزلان بهذا الاسم نسبة إلى قطيع يضم حوالي 55 غزالًا من النوع الفرعي غزال الجبل الذي يعيش في هذه المنطقة المحاطة بالتطور الحضري. سعى مطورو العقارات للحصول على حقوق البناء في المنطقة، لكن جمعية حماية الطبيعة في إسرائيل ونشطاء محليون كافحوا من أجل الحفاظ على البيئة الطبيعية المحيطة. بعد معارك قضائية طويلة، وضعت بلدية القدس خططًا لتحويل المنطقة إلى حديقة عامة ومحمية طبيعية. تعهدت هيئة تطوير القدس بتقديم تمويل بقيمة 8 ملايين شيكل إسرائيلي للحديقة.
في يناير 2013، بدأ العمل في الحديقة، والتي توصف بأنها أول محمية طبيعية حضرية في إسرائيل، والتي افتتحت في مارس 2015.
أصبح وادي الغزلان أحد أفضل الأماكن وأكثرها سهولة للوصول إليها لمشاهدة مجموعة متنوعة من الحيوانات البرية في بيئتها الطبيعية. تعيش في وادي الغزلان عدة أنواع مهددة بالانقراض غير الغزلان، وذلك نتيجة لفتح بركة صغيرة في وسط الوادي.

## وصلات خارجية
31°45′34″N 35°11′42″E / 31.75944°N 35.19500°E
- موقع ويب وادي الغزال